# اریستاتل اطهری
اریستاتل اطهری (انگلیسی: Aristotle Athari؛ زادهٔ ۲۸ ژوئیهٔ ۱۹۹۱) کمدین آمریکایی است. وی از سال ۲۰۰۸ میلادی تاکنون مشغول فعالیت بوده‌است. اطهری در فصل چهل و هفتم جزو بازیگران پخش زنده شنبه شب بود، او در فصل بعدی حضور پیدا نکرد. او نخستین مرد خاورمیانه‌ای و دومین ایرانی‌تبار (پس از نسیم پدراد)  در این برنامه است.